# Il piccolo Marat

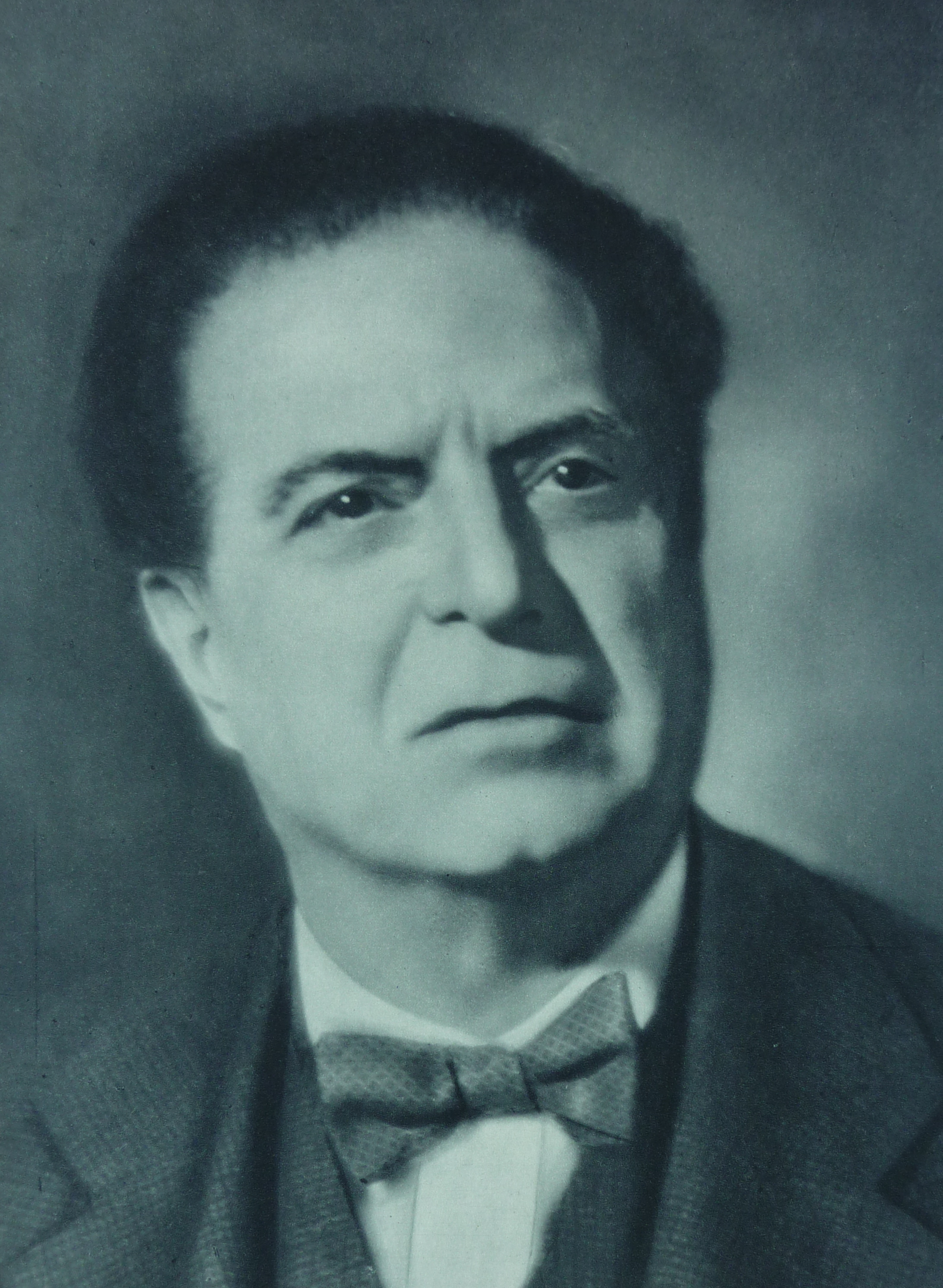
Pietro Mascagni

Il piccolo Marat (Den lille Marat) är en italiensk opera (dramma lirico) i tre akter med musik av Pietro Mascagni och libretto av Giovacchino Forzano och Giovanni Targioni-Tozzetti efter romanen Sous la terreur av Victor Martin (1906).

## Historia
År 1919 sökte Mascagni stoff till en ny opera och vände sig till Giovacchino Forzano, som kort dessförinnan hade skrivit texterna till Puccinis operor Syster Angelica och Gianni Schicchi. Forzano sysslade mycket med den franska revolutionen vid denna tid och föreslog därför en intrig som utspelades då. Han och Mascagni kom överens om att tillsammans utarbeta ett libretto på grundval av skildringar av två revolutionsepisoder i Nantes. Under arbetets gång blev de osams och Mascagnis gode vän Targioni-Tozzetti omarbetade och fullbordade texten. Mascagnis egen syn på operan framgår av ett brev till Giovanni Orsini där han skriver: "I Den lille Marat skall du varken söka efter melodi eller kultur, ty där finns bara blod!"
Operan hade premiär den 2 maj 1921 på Teatro Constanzi i Rom med Mascagni som dirigent.

## Personer
- Mariella (sopran)
- Prinsessan de Fleury (mezzosopran)

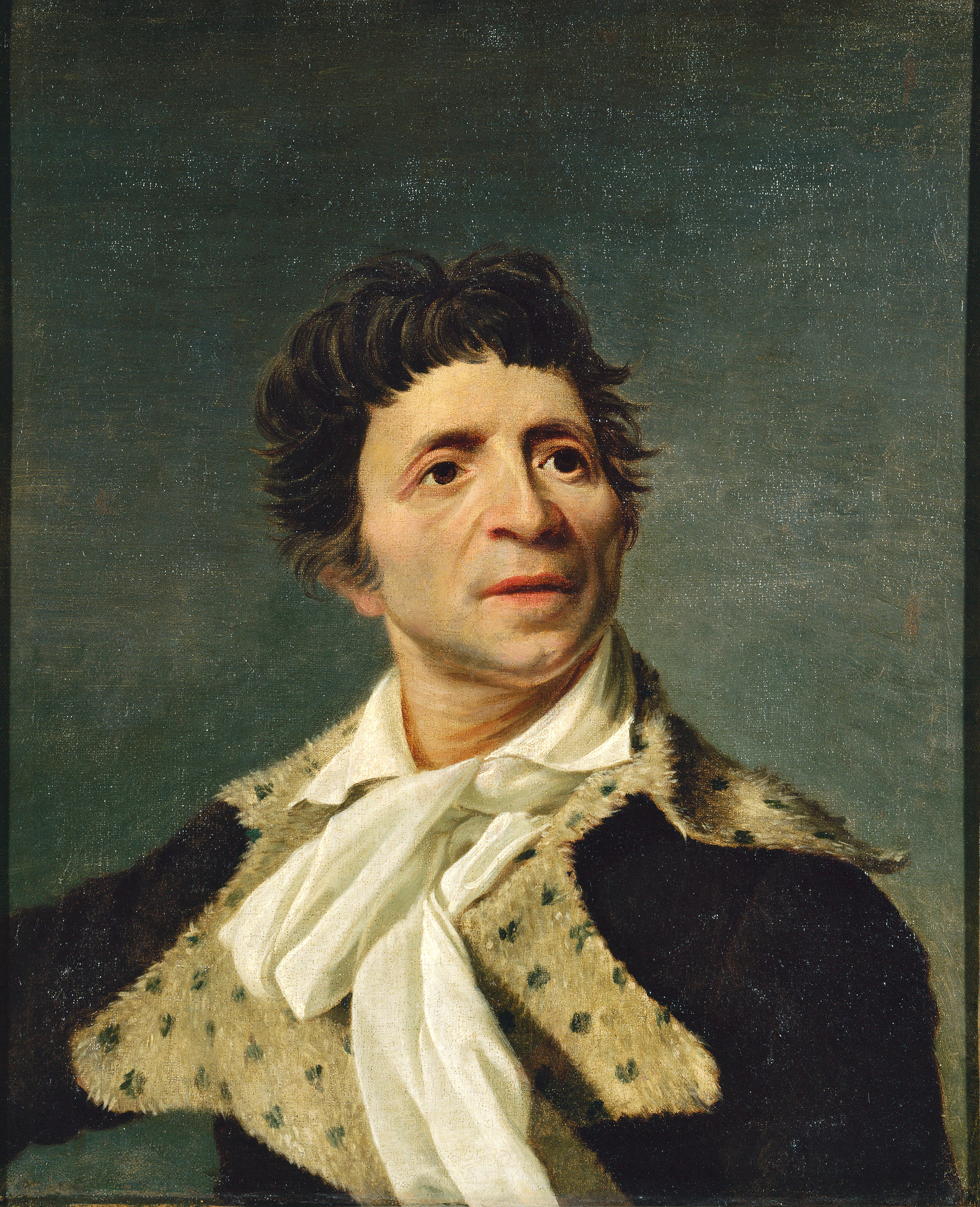
Jean-Paul Marat (1743-93) målad av Joseph Boze 1793.

- Den lille Marat (prins Jean-Charles) (tenor)
- Soldaten (baryton)
- Snickaren (baryton)
- L'orco (odjuret) (bas)
- Kaptenen (baryton)
- Spionen (bas)
- Il portatore (bas)
- Tjuven (bas)
- Tigern (bas)

## Handling

### Akt I
Franska revolutionen pågår och invånarna i Nantes svälter. Därför överfaller den unga Mariella då hon kommer med mat till sin farbro L'Orco (odjuret), som är ordförande i revolutionskommittén. Hon räddas av en ung man som förklarar sig beredd att gå in i revolutionsgardet, Marats män. De antar med glädje hans erbjudande och kallar honom för "lille Marat", så nitisk är han. En snickare har byggt en speciell båt som används när fångarna i fängelset skall avrättas. Själv vill han visserligen inte höra något om hur operationen kommer att gå till, men L'Orco fordrar att han skall vara närvarande vid massavrättningen samma natt. En soldat har kommit till staden för att undersöka L'Orcos påstådda skräckvälde i Nantes, men L'Orco ämnar ändå inte skjuta upp avrättningen. Det oroar lille Marat som i själva verket är prins Jean-Charles och son till en av fångarna, prinsessan de Fleury. Han träffar henne i hemlighet och lovar att befria henne.

### Akt II
Snickaren och Mariella grymhet är förskräckta över L'Orcos och lille Marats grymhet, men lille Marat lovar att lösa snickaren från hans förpliktelse om han kan skaffa en båt till samma kväll. Innan avrättningen skall äga rum låter L'Orco fångarna defilera och lämna ifrån sig sina smycken och pengar, och han konstaterar till sin förvåning att prinsessans papper saknas. Det är lille Marat som har smusslat undan dem. Samtidigt kommer soldaten in och begär en förklaring till vad som pågår, men L'Orco har lyckats hetsa upp folkmassan mot honom så att även han förs bort till dödsskeppet. Då Mariella har blivit ensam med lille Marat förebrår hon honom för att han deltar i farbroderns terrorhandlingar, och därför erkänner han att han har tagit värvning i gardet enbart för att kunna rädda sin högadliga mor. På samma gång förklarar han Mariella sin kärlek. Om flyktplanen lyckas skall han ta med henne i sin båt.

### Akt III
På natten binder Mariella och lille Marat den sovande L'Orco vid hans säng, och sedan väcker de honom och kräver fri lejd för prinsessan, Mariella och snickaren. De avbryts av några som vill tala med L'Orco men Mariella förmår dem att gå sin väg. När de fyra skall fly lyckas L'Orco frigöra en hans och sårar lille Marat så att han inte kan gå, men snickaren kommer och bär ut honom till båten där prinsessan och Mariella väntar, och tillsammans seglar de till friheten.